# Paracis rigida
Paracis rigida is een zachte koraalsoort uit de familie Plexauridae. De koraalsoort komt uit het geslacht Paracis. Paracis rigida werd in 1909 voor het eerst wetenschappelijk beschreven door Thomson & Simpson. 